# 滋賀医科大学生母親殺害事件
滋賀医科大学生母親殺害事件（しがいかだいがくせいははおやさつがいじけん）は、2018年1月、滋賀県守山市の30代の看護学生が、母親を殺害後に遺体を解体して遺棄した尊属殺事件である。加害者は被害者である母親から、長期に渡る苛烈な教育虐待を受けていた。

## 概要
2018年3月10日、滋賀県守山市野洲川の河川敷で、体幹部だけの人の遺体が発見された。遺体の身元は発見された河川敷から徒歩数分の一軒家に住む女性A（事件当時58歳）で、娘X（事件当時31歳）と2人暮らしをしていた。警察は同年6月にXを死体遺棄容疑で逮捕、その後Xは死体損壊、さらに殺人容疑で逮捕・起訴された 。
殺害の動機はAのXに対する教育虐待にあった。AはXが幼少期の段階からXが医師になることを切望し、Xは医学部医学科に合格するために厳しく教育された。だが、Aに監視・干渉され続ける9年間の浪人生活を経てもXは合格できず、2014年に滋賀医科大学医学部看護学科へ入学した。Xが医師になることを諦めたAはXに助産師になることを求めたが、Xは助産師学校を不合格となり、これに激昂したAはXを激しく罵倒した。XがAを殺害したのはそれから間も無くのことだった。またXはAを殺害後、大学を卒業し、逮捕されるまでの間滋賀県内の病院で看護師として勤務していた。

## 犯行に至るまで
母Aと父Bの一人娘であり、犯行の約20年前にBと別居することになって以降、Aと2人暮らしをしていた。AはXを医師にしたいという強い希望とこだわりを持っており、Xに国公立大学の医学部医学科に進学することを求め、Xは幼少期からAに高い学力を身につけることを期待され、また要求された。
小学生の頃には成績も良く、自らも外科医を志していたXであったが、中学以降の成績は伸び悩み、高校3年生になる頃には医師になりたいとは思わなくなっていた。それでもXを医師にしたいというAの強い思いとこだわりは変わることはなく、Aは、Xの携帯電話を取り上げた上、自らの監視下で勉強させるなどXに対する干渉・束縛を強め、Xに自宅から通学圏内の国公立大学の医学部医学科に進学するよう求めた。一方でXは、自宅から通うことが出来ないことを理由とするAの反対を押し切って、浜松医科大学の医学部医学科の推薦入試を受験したが、不合格であった上、Aと、Aの意を受けて浜松まで Xを連れ戻しに来た父Bから厳しい叱責を受けた。やがてAは、Xが学力的に現役で合格することが難しいとみると、Xに京都大学の医学部保健学科（当時）を受験させて仮面浪人をすることを求めた。その結果は不合格であったが、Aは親族らに対して合格したと嘘をつき、Xにも同様の嘘をつくように求めた。Xは、高校3年時の受験生活を「囚人のような生活」と日記に記していた。
Xは、就職して自ら学費を稼いで看護学科への進学を目指そうと考え、実際に就職内定を得たが、未成年であったXは保護者であるAの同意が得られず就職することができなかった。結局、XはAの監視下で国公立大学の医学部医学科を目指して浪人することとなり、Aは、起居や勉強を自分の目の届くところですることを強要する、Xに1人きりの時間を与えないために一緒に入浴する、激しい叱責を加えるなど、Xへの干渉や束縛をエスカレートさせた。
一度ならず自殺を考えるほどに精神的に追い詰められたXは、少なくとも三回、家出をしてAから逃れることを試みたが、その度にAに雇われた探偵や通報を受けた警察官によりAの元に連れ戻された。こうしたXの浪人生活は9年にも及び、最終的にXの医学部医学科進学を諦めたAは、助産師になることを条件に、滋賀医科大学医学部看護学科を受験することを認め、Xはこれに合格し、同大に進学した。
Xの滋賀医大入学後、Aの干渉や束縛は鳴りをひそめ、XとAの関係は改善されていたが、2年生の終わりに行われた助産師課程選抜試験にXが不合格になったことを契機に再び悪化した。Xは大学で学ぶ中で手術室看護師になりたいと考えるようになっていたが、AはあくまでXが助産師になることにこだわり、滋賀医大卒業後に助産師学校に入学することをXに求めた。
2017年7月、滋賀医大の4年生になったXは滋賀医科大学医学部附属病院の看護職員の採用内定を得るが、AはXが看護師になることに強く反対し、内定を辞退してあくまで助産師学校に進学することを迫った。その後に受けた助産師学校公開模試の結果が奮わなかったことなどから、AはXへの干渉を強め、同年11月には助産師学校に不合格になった場合でも看護師にはならず再受験する旨の「始末書」をXに作成させた。
12月20日、自分に隠れてXがスマートフォンを所持していたことを知ったAは、取り上げた上で叩き壊し、Xに土下座して謝罪させて、その様子を撮影した。Xはこの時に「スマートフォンと一緒に自分の心も叩き壊されたような気持ちがして、被害者に対する積年の思いが募り、被害者を殺害して、被害者から解放されたいと思うようになった」という 。
さらに12月24日から26日にかけて、Aは、「国試が終われば、あんたは間違いなく裏切る。母はニべもなく放り出される。だから母はあんたに復讐の覚悟を決めなければならない。母の生きた証だよ！」「ウザい！死んでくれ！」「死ね！」など、Xが国家試験に合格して看護師になることを許さないことを強調し、Xを激しく罵倒するメールを送った。
2018年1月5日、助産師学校の願書提出に関してAから激しい叱責を受けたこの日、Xは「ペディナイフ　殺人」などの検索ワードでインターネット検索をした。同月14日には、「ナイフの殺害の仕方-裏・復讐代行業者裏サイト」などのタイトルのサイトを閲覧した。
17日には、メモ帳がわりに使用していたGmailの下書き機能を用いて「チャンスは何回もあったのに決めきれなかったことが悔やまれるぞ。早く決めよう。怖じ気づくな。やっぱり明確で強い思いがないと無理だということがわかった。一応準備だけした。」とのメモを残した。その翌日が助産師学校の試験日で、その結果が不合格であれば被害者を殺害しようと思ってのメモだったという。一方で助産師学校に合格すればA殺害を実行しなかったともXは供述している。
18日、Xは助産師学校を受験するも不合格となり、Aから厳しい叱責を受けた。XはこのAの態度を見て、これから助産師学校に合格するまで浪人生活を送るのは、滋賀医大に合格するまでの9年間を考えても到底無理だと考え、もはやAを殺害するしかないと考えた。
19日、XはAに助産師ではなく手術室看護師になりたいとの本音を吐露したが、Aはこれを一蹴してあくまで助産師になることを求めた。同月26日には滋賀医科大学医学部附属病院の看護職員の就職手続の期限が迫っていた。

## 犯行
2018年1月20日未明、XはAにせがまれて身体をマッサージしていると入眠したため、事前に作成し隠匿していた、包丁を加工した凶器（孫の手の柄の部分に包丁の柄の部分を荷造り紐で固定したもの）により、首を複数回刺し殺害した 。
殺害後、Twitterに「モンスターを倒した。これで一安心だ。」と投稿したXは、翌日にホームセンターで工具を購入し、Aの遺体を解体した。解体した遺体のうち、体幹部を自宅近隣の河川敷へ遺棄した。頭頸部と四肢は焼却ゴミとして処分した。
Aを殺害した後、XはAの友人や別居する父BにAのスマートフォンからLINEでメッセージを送るなどしてAの生存を偽装した。
Aの遺体は3月10日に発見され、同月15日と16日に近隣の聞き込みで自宅を訪れた警察官に対し、Xは当初「母と2人暮らし」と答えたが、翌日には「母は別のところにいる」と答えた。守山警察署捜査本部はXのこの応対に疑念を抱き、Xの母であるAがしばしば利用していたスーパーマーケットを捜査し、防犯カメラの映像や店員らへの聞き取りなどから、1月19日ごろを境にAの姿が見えなくなっていることを突き止め、発見された遺体の身元がAである可能性が高いとして、DNA鑑定を実施した。
2月18日に看護師国家試験を受験し合格したXは、4月1日から看護師として働きはじめた。
5月17日、先のDNA鑑定の結果などから、遺体の身元がAであることが判明、6月5日に滋賀県警はXを死体遺棄容疑で逮捕し、同月21日に死体損壊容疑で再逮捕した。逮捕されたXはAの死について、「娘が助産師学校の入学試験に落ちたことを悲観し、突発的に自分の首に包丁を当てて自殺した」と説明し続けたが、取り調べの警察官は納得しなかった。Xは「母から解放され、母のいない私の人生を生きるために母を殺したのに、殺人罪で刑務所に入れられたくなかった。死体損壊・死体遺棄罪だけなら執行猶予だ。殺人の証拠はない。噓をつき続ける苦しさ、噓がバレている決まりの悪さにはすっかり慣れていた」と後に回想した。 
滋賀県警は本人否認のまま、9月11日に殺人容疑でXを再逮捕、10月2日に追起訴した。

## 裁判
Xは、方法は不明ながらも 2018年1月20日ごろにAを殺害し（殺人罪）、同年3月10日までの間にAの頭部と四肢をのこぎりなどを用いて切断し（死体損壊罪）、体幹部を河川敷に遺棄した（死体遺棄罪）として起訴された。

### 第一審・大津地方裁判所
弁護側は、死体損壊と死体遺棄については起訴内容を認めたが、殺人については否認した。裁判の争点は殺人罪成立と、弁護側が主張した精神障害による責任能力の有無となった。検察は公判でXがAの遺体の一部をポリ袋に詰めてごみ収集に出していたことや日記に両親の死を願う内容を記していたことを証拠として提示した 。
2020年3月3日、大津地方裁判所（大西直樹裁判長）は検察の求刑20年に対して懲役15年の判決を下した。
大津地裁は血痕の付着状況が刃物で頸動脈を自傷してAが自殺したとするXの供述と整合しないことを指摘してXの主張を「現実的でない」とし、Xの助産師学校不合格により突発的に図ったとする自殺の動機についても不合格を想定した再受験の「始末書」をXに書かせていることなどから不合格はAにとって「想定内」であったと考えられることを指摘、突発的に自殺を図った可能性は「想定し難い」とした。また、Xがその死を隠蔽する必要がないことから自然死や事故死の可能性についても否定できるとし、「想定し得る死因として残るものは他殺以外になく、Aが死亡した日時・場所にはXとA以外いなかったと認められることから、AはXにより殺害されたと『合理的に推認できる』」とした。
また、Xの責任能力について、Xに自閉症スペクトラム障害及びパーソナリティの偏りがあることは認定されたものの、「それらの症状によって善悪の判断や行動をコントロールする能力を著しく低下させていた疑いはなく、完全責任能力を備えていたことが認められる」とした。
量刑についてはXを「不合理な弁解に終始して殺人の犯行を否認しており、反省しているとはいえない」と断じ、犯行を「被害者の尊厳を著しく棄損し、かつ、近隣住民にも計り知れない恐怖感や不安感を与えるような残忍な犯行」とする一方で、犯行に至る経緯に「同情の余地がある」として、「最も重い部類を超えるほどに悪質な事案と評価すべきとはいえない」と、求刑20年に対して懲役15年を選択した根拠を述べた。
弁護側は判決を不服として控訴した。

### 控訴審・大阪高等裁判所
控訴審においてXは、「母は私を心底憎んでいた。私も母をずっと憎んでいた。『お前みたいな奴、死ねば良いのに』と罵倒されては、『私はお前が死んだ後の人生を生きる』と心の中で呻いていた」、「何より、誰も狂った母をどうもできなかった。いずれ、私か母のどちらかが死ななければ終わらなかったと現在でも確信している」など、A殺害を認めてその動機や殺害の詳細を記した陳述書を大阪高等裁判所に提出し、自らの犯行を認めた。
2021年1月26日、大阪高等裁判所第3刑事部（岩倉広修裁判長）は、懲役15年の原判決を破棄し、懲役10年の判決を下した 。
大阪高裁は、一審判決がXの犯行態様を「被害者の尊厳を著しく棄損し、かつ、近隣住民にも計り知れない恐怖感や不安感を与えるような残忍な犯行」と評価したことについて、殺害後Aの死体を損壊・遺棄したことをもって下された判断であり、XがAを殺害した方法を不明であるとする以上、これをXの犯行全体に対する犯行態様とすることは是認できないとした。その上で、一審判決後にXが供述したA殺害の犯行態様（包丁を加工した凶器を用いて、眠っているAの首を複数回刺して殺害）に触れ、供述の信頼性を認めた上で、「殺人行為として、特に残忍な犯行態様とは評価できない」とし、一審判決が認定したように「本件犯行全体が近隣住民にも計り知れない恐怖感と不安感を与えるような残忍な犯行であったとは評価できない」とした。
動機についても、一審判決が「犯行に至る経緯において被告人に同情すべき余地がある」とする一方で、「自らの希望する進路の障害となっていた被害者を殺害したもので、その直接的な動機は自己中心的であり、強い非難を免れない」としたことに対し、動機とそれを形成するに至った経緯を切り離して把握することができるとは思えないとして、是認できないとした。
以上を理由に、一審判決が「不当に重い量刑判断を行った」として、これを破棄した。
その上で大阪高裁は、控訴審から殺人を認め自供したことなどから「反省の念が深化している」ことを評価し、また、Xの父BがXの社会復帰後自宅に引き取り支援すると述べ、X自身Bへの信頼が回復した旨述べていることなどが「更生に寄与するものと評価できる」とし、これらを踏まえ、Xを懲役10年とする判決を下した。
この判決に対し、弁護側、検察の双方とも上告せず、Xの刑が確定した。